# Michael Keating
Michael Keating (2 de febrer de 1950) és un politòleg i escriptor, considerat una autoritat internacional en els nacionalismes, la política europea, la política regional, la política comparada, la metodologia de les ciències socials i la descentralització. És director del Centre Escocès pel Canvi Constitucional de l'Economic and Social Research Council, catedràtic de la Universitat d'Aberdeen i membre d'honor de la Royal Society of Edinburgh.
Nascut a Anglaterra, la seva família prové d'Escòcia i d'Irlanda i, de fet, té tres ciutadanies: britànica, irlandesa i canadenca. Es va llicenciar en Ciències Polítiques a la Universitat d'Oxford el 1971, es doctorà a la Universitat de Glasgow el 1975 i és doctor Honoris Causa de la de Bèlgica. Ha estat professor a diverses universitats com la Universitat d'Essex, la Universitat de Strathclyde a Glasgow, la Universitat de Western Ontario al Canadà o la Universitat d'Aberdeen, d'entre d'altres, i fou director del Departament de Ciències Polítiques de l'Institut Universitari Europeu de Florència.
També fou professor visitant o extern a diverses universitats europees com l'Institut d'Estudis Polítics de París, el Nobel Institute d'Oslo la Universitat de Santiago de Compostel·la, la Universitat del País Basc, la Universitat Autònoma de Barcelona, la Universitat de Grenoble o la Universitat Pompeu Fabra.
És autor de nombrosos articles acadèmics i editor i autor de diversos llibres com Plurinational Democracy: Stateless Nations in a Post-Sovereignty Era, The Independence of Scotland, The New Regionalism in Western Europe.Territorial Restructuring and Political Change, Regionalism and Federalism, Decentralisation and Change in Contemporary France, Federalism Study. Bosnia and Herzegovina o Nations against the State: The new politics of nationalism in Quebec, Catalonia and Scotland, entre d'altres.